# Palazzo di Podwilcze
Il Palazzo di Podwilcze (Pałac w Podwilczu in polacco e Schloss Podewils in tedesco) è un palazzo storico realizzato, sulle fondamenta di un precedente edificio, in stile neogotico alla fine del XIX secolo a Podwilcze, villaggio polacco del distretto di Białogard, nel voivodato della Pomerania Occidentale, ma al tempo territorio della Prussia, Impero tedesco.
Il palazzo facente parte del complesso palaziale è stato iscritto nel registro dell'Istituto Nazionale del Patrimonio (Narodowy Instytut Dziedzictwa) il 27 luglio 1954. La storia della costruzione del palazzo risale probabilmente alla seconda metà del XIV secolo, quando il villaggio è stato menzionato per la prima volta come sede della famiglia von Podewils.
Subito dopo che Max von Hewald acquistò il villaggio nel 1890, iniziarono i lavori di costruzione e di ammodernamento del palazzo e furono eretti nuovi edifici agricoli nei pressi di una fattoria padronale vicina. La data di completamento della ricostruzione neogotica del palazzo dovrebbe essere il 1895. Sulla base dell'analisi dei mattoni e della loro apparecchiatura muraria, si può concludere che l'ala principale è costruita sulle fondamenta di un edificio molto precedente. I muri dell'ala principale al piano terra e al primo piano, invece, furono probabilmente eretti durante la ricostruzione ottocentesca. L'ala laterale fu probabilmente edificata tra il 1890 e il 1895. Il palazzo è costruito su una pianta a forma di "L", con la facciata rivolta ad est. Il piano è composto da un'ala principale, un'ala di rappresentanza e un'ala laterale di servizio. Sono posizionati ad angolo retto l'uno rispetto all'altro. Il corpo è a pianta rettangolare, con portico d'ingresso principale sull'asse del prospetto frontale. Sopra il primo piano vi è un frontone ad arco con timpano a gradoni e in esso una bifora, sopra la colonna che li separa, con lo stemma della famiglia von Holtzendorff, proprietari del palazzo dal 1908 e le iniziali del costruttore del palazzo "MvH". Nell'angolo sud-orientale, è presente una piccola torretta quadrilatera mentre al prospetto sud si trova una veranda. L'ala laterale, a pianta rettangolare, si sovrappone parzialmente all'ala principale, con torre semicircolare a nord. Entrambe le ali sono a due piani con mansarda parzialmente residenziale. Le ali sono coperte da alti tetti a capanna. La proiezione frontale dell'ala principale è a un piano. Una torre è a tre piani, sormontata da un tetto piramidale a sei spioventi. Architetti, ingegneri e costruttori rimangono sconosciuti. Nel 1945 l'edificio fu occupato dalle forze armate. Quindi il palazzo fu nazionalizzato insieme alla proprietà e dal 1954 ospitò un orfanotrofio. Alla fine degli anni '60, il palazzo fu utilizzato dalle forze di difesa territoriale e, dal 1972, dall'impianto minerario di Polkowice-Sierosowice, che faceva parte dell'associazione mineraria e metallurgica del rame, che ospitava colonie estive nel palazzo. Le difficoltà finanziarie del proprietario hanno portato nel 1981 al trasferimento della proprietà all'Ufficio del comune di Białogard. L'ultimo passaggio di proprietà avvenne nel 1987, quando il palazzo fu acquistato da un privato. Il volume del palazzo è pari a 8000 m³.

## Parco
Il palazzo presenta un parco adiacente fondato agli inizi del XIX secolo, il quale copre un'area di 21,77 ettari. È il parco più grande e importante del villaggio. Il parco crea un vasto complesso che comprende stagni, una collina di osservazione, un cimitero ancestrale come anche l'intera struttura del palazzo, la rimessa per le carrozze, la casa della servitù, la ghiacciaia e la distilleria adiacente al parco. Il parco è costituito da una ricca flora e da diversi tipi di alberi, principalmente faggi, carpini e farnie (una in particolare si distingue per la sua circonferenza di 454 centimetri), abeti di Douglas e alberi più giovani di ontani, frassini e aceri ricci. Nella parte settentrionale cresce un gruppo di querce rosse. Nelle vicinanze del palazzo crescono abeti e cipressi. Nel parco ci sono tre alberi monumentali naturali: due faggi con una circonferenza di 370 e 445 centimetri e un abete con una circonferenza di 335 centimetri. L'altezza media degli alberi è di 21 metri, mentre l'albero più alto del parco è un abete di Douglas di 42 metri. Nel sottobosco, invece, sono presenti, tra le altre, edera e asperule.